# Central Coast Rhinos
Les Central Coast Rhinos est un club de hockey sur glace de Erina (Australie), en Nouvelle-Galles du Sud en Australie. Il évolue dans l'AIHL, l'élite australienne.

## Historique
Le club est créé en 2005.

## Palmarès
- Aucun titre.